# جبنة بيضاء

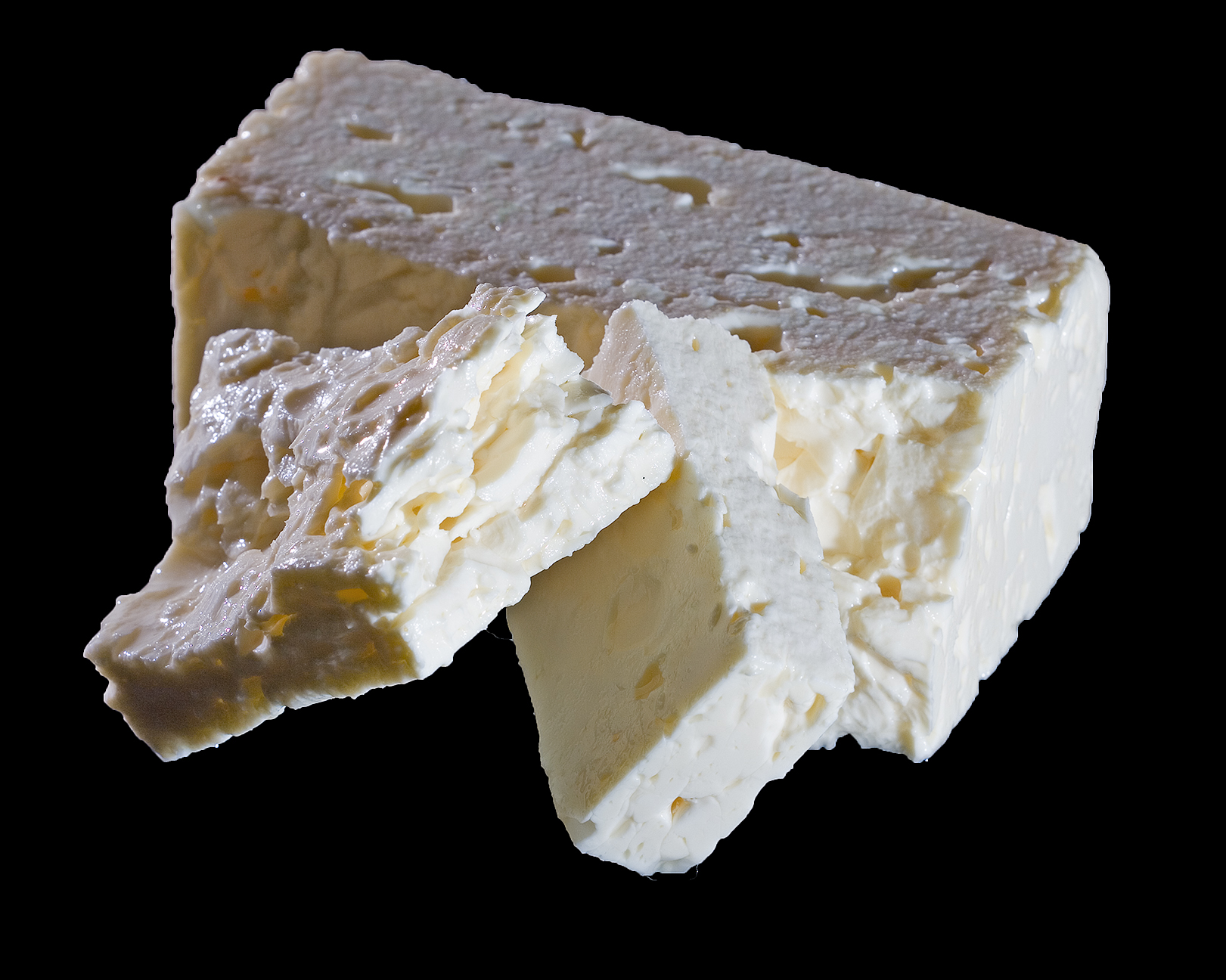
جبنة فيتا البيضاء

الجبنة البيضاء هي أي نوع من أنواع الجينة التي تعطي طريقة التحضير منتجاً نهائياً له لون أبيض، بالتالي هو وصف عام يمكن أن يقصد أنواع الجبنة التالية:
- جبنة عكاوي
- جبنة الدمياطي
- جبنة فيتا
- جبن نابلسي
- جبنة الموتزاريلا
- جبنة الماسكربوني
- الكوارك
- جبنة ريكوتا
- جبنة سيريني

## اقرأ أيضاً
- جبن
- منتجات الألبان
- لاكريما لصناعة الألبان